# Università Nazionale di General Sarmiento
L'Università Nazionale di General Sarmiento (in spagnolo: Universidad Nacional de General Sarmiento, acronimo "UNGS") è un'università dell'Argentina che ha sede nella Provincia di Buenos Aires. È stata fondata nel 1993 e conta oltre ad un Campus, quattro Institutos, un Centro Culturale ed un Museo.